# 天主教阿比讓總教區
天主教阿比讓總教區（拉丁語：Archidioecesis Abidianensis）是科特迪瓦一個羅馬天主教教省總教區，下轄三個教區。此總教區是該國四個總教區之一。

## 歷史
1895年6月28日設象牙海岸宗座監牧區，1911年8月24日升為代牧區。1955年9月14日升為總教區。

## 現況
總教區位於阿比讓，2011年有教友1,987,000人（佔轄區總人口65.9%）、六十五個堂區、380名司鐸。現任總主教為若望-伯多祿·庫特瓦樞機。